# Phumosia surcoufi
Phumosia surcoufi är en tvåvingeart som först beskrevs av Mario Bezzi 1927.  Phumosia surcoufi ingår i släktet Phumosia och familjen spyflugor. Inga underarter finns listade i Catalogue of Life.